# Ex Machina (film)
Ex Machina (stilizat ca ex_machina) este un film independent britanic SF psihologic de mister din 2015 regizat de Alex Garland. Rolurile principale au fost interpretate de actorii Oscar Isaac, Domhnall Gleeson, Corey Johnson și Alicia Vikander. Are două nominalizări la Premiile Oscar.
Filmul spune povestea unui programator, Caleb Smith (Gleeson), care este invitat de către angajatorul său, miliardarul excentric Nathan Bateman (Isaac), în locuința sa retrasă pentru a administra testul Turing unui robot android cu inteligență artificială (Vikander). 

## Distribuție
- Domhnall Gleeson - Caleb Smith
- Alicia Vikander - Ava
- Oscar Isaac - Nathan Bateman
- Sonoya Mizuno - Kyoko
- Symara A. Templeman - Jasmine
- Elina Alminas - Amber
- Gana Bayarsaikhan - Jade
- Tiffany Pisani - Katya
- Claire Selby - Lily
- Corey Johnson - Jay the helicopter pilot